# Анемас (династия)
Анемас (Анемады, греч. Ἀνεμᾶς) — византийская аристократическая семья, существовавшая в IX—XV вв.

## История
Происхождение и этимология имени неизвестны; это может быть связано с anemos («ветром»), хотя филолог Федон Кукулес предложил производное от aneme («катушка»). Другие, такие как Франсуа Шаландон, предположили, что династия происходит от сына последнего эмира Крита Анемаса, который обратился в христианство и присоединился к византийской армии.
Четверо братьев Анемас участвовали в заговоре против императора Алексея I Комнина в 1105 году; известны имена двух из них — Михаила и Льва. Как только покушение на императора было раскрыто и сорвано, заговорщики были обриты и ритуально унижены. Михаил Анемас должен был быть наказан ослеплением, но его храбрость тронула дочерей императора, которые попросили свою мать Ирину Дукиню заступиться за них. Императора уговорили помиловать трёх заговорщиков, а Михаила посадили в башню возле Влахернского дворца, которая стала известна как Тюрьма Анемас благодаря долгому заключению там столь известного сидельца.
Однако семья сохранила видное положение при Комнинах: Мануил Анемас женился на дочери императора Иоанна II Комнина Феодора, а другие члены семейства, похоже, заключили брачные союзы с принадлежавшими к высшей аристократии семьями Ангелов и Дук.
Семья пришла в упадок после четвёртого крестового похода и распада империи в конце XII в., но её представители встречаются до окончательной гибели Византии в XV в. В 1321 г. упомянут землевладелец Анемос в Стомионе в Халкидики, неназванный член семьи утонул в Мраморном море в начале XIV века, Феодор Анемас в 1407 году был хартофилаксом в Имброзе.